# スタンダール・リエージュ
スタンダール・リエージュ（仏: Standard Liège〈フランス語発音: [ˈstɑ̃.daʁ ˈljɛːʒ]〉）は、ベルギー・リエージュを本拠地とするスポーツクラブ。正式名称はロワイヤル・スタンダール・ドゥ・リエージュ（Royal Standard de Liège）。サッカー部門はジュピラー・プロ・リーグに参加している。
オランダ語名はスタンダルト・ライク（蘭: Standard Luik〈オランダ語発音: [ˈstɑn.ˌdɑrt ˈlœy̯k]〉）、ドイツ語名はシュタンダルト・リュティヒ（独: Standard Lüttich 〈ドイツ語発音: [ˈstan.ˌdaʁt ˈlʏ.tɪç]あるいは[ˈʃtan.ˌdaʁt ˈlʏ.tɪç]〉）。
1963年に、ラグビーユニオン部門（スタンダール・ラグビー・クラブ）が設立された。女子サッカー部門を有しており、男子と区別することなくスタンダール・リエージュと呼ばれている。
1898年創立。RSCアンデルレヒト、クラブ・ブルッヘと並ぶベルギーの3指に入るサッカークラブである。ベルギー南部のワロン地域を代表するクラブでもあり、リーグ優勝10回を誇る。また、ベルギーカップを6度制し、1981-82シーズンにはUEFAカップウィナーズカップ決勝に進出し、バルセロナに2-1で敗れた。1921年より連続してベルギーリーグ1部に所属している（国内最長記録）。近年は常に上位争いの中にある。
ユニフォームの赤色から「Les Rouges（レ・ルージュ）」あるいは 「Les Rouches（レ・ルーシュ）」の愛称で呼ばれる。フランス語で赤を意味するrouge（ルージュ）は、リエージュの訛りで発音された時、rouche（ルーシュ）のように聞こえる。また、ワロン方言では赤はrôdjeとなり、「Le Rôdjes」もスタンダールの選手に対する愛称である。

## 名称の変遷

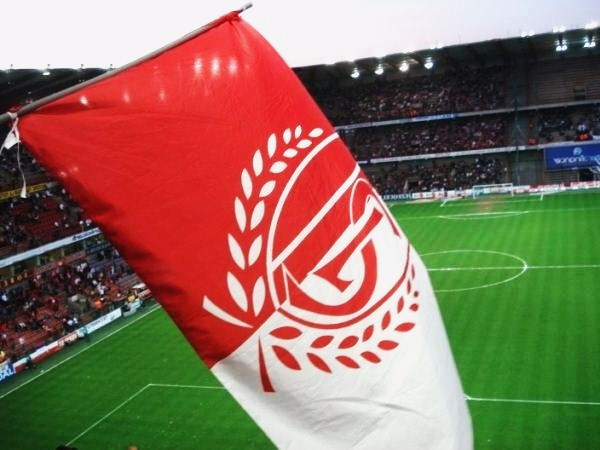
ホームスタジアムで振られる旗（2009年）

- 1898年: Standard Football Club (Standard FC)
- 1899年: Standard FC Liégeois (Standard FCL)
- 1910年: Standard Club Liégeois (Standard CL) （一部昇格に当ってFCリエージュ（英語版）との混同を避けるため）
- 1923年: Royal Standard Club Liège (R. Standard CL)
- 1952年: Royal Standard Club Liégeois (R. Standard CL)
- 1972年: Royal Standard de Liège

## 歴史

### 創設
1898年にリエージュにある大学、コレージュ・サン＝セルヴェ (Collège Saint-Servais) の学生により発足した。行政上の手続きミスにより記録上は1899年と残っている。Cointeでサッカーをしていた彼らは投票を行いクラブの名称を「スタンダール standard」に決定した。この名称は、当時フランスのパリで人気のクラブであったスタンダードACから取られている。クラブのカラーは赤と白が選ばれた。20世紀初頭、ベルギースポーツ・アスレティック連盟に加盟していたスタンダールはムーズ川沿いのボヴリ・ベロドロームに移転した。スタンダールの永遠のライバル、FCリエージュもまた19世紀末までこの競技場を使用していた。1902-1903年シーズン、スタンダールはジュニアカテゴリーでの初めてのシーズンを過ごした。
1905年のリエージュ万国博覧会のためにボヴリ公園にパレ・デ・ボザールが建設されたため、1904年、クラブはウルト川沿いのグリヴネへの移転を余儀なくされた。1909年、地主がサッカー選手を追い出したため、再びムーズ川沿いのスクレサンの草地を年300ベルギー・フランで借り、移転した。同年、クラブは一部に昇格した。リーグは第一次世界大戦によって1913-1914シーズンまで中断した。中断明けの1919-1920および1920-1921シーズン、スタンダールはプロモシオン（promotion、当時の2部）で過ごしたが、1920-1921には2部で優勝し、マリノワおよびアンデルレヒトと共に再び一部に昇格した。その後は、降格することなく一部に留まるものの優勝はなく、降格の危機にさらされることもあった。

### 初期の栄冠
第二次世界大戦の直後、スタンダールの元選手で主将を務めたRoger Petitがクラブの事務総長となった。Petitは代表のPaul Henrardと協力し、スタンダールをまさにプロフェッショナルなクラブへと変革し、ベルギーサッカー界の頂点へと押し上げた。
1954年、ベルギーカップを制して初タイトルを手にし、1957-1958シーズンにはリーグ初制覇を果たした。1960年代から1970年代初頭は、数々の栄光を手にした。1958年から1975年の間に、スタンダールはリーグを6度、ベルギーカップを2度（5度の決勝進出）、リーグカッププロを1度制覇した。

### 1980年代: 絶頂期と衰退
オーストリア人のエルンスト・ハッペルに率いられたスタンダールは、1981年のベルギーカップを制した。翌年、レイモン・ゲタルスが指揮を取ることとなった。これは、スタンダールの歴史上で最高かつ最悪なページの幕開けであった。「Raymond-la-science（科学者）」に率いられ、クラブはベルギーリーグを連覇、ベルギー・スーパーカップで2度の優勝（3度出場）、特に1982年のUEFAカップウィナーズカップでは決勝に進出した。決勝は1982年5月にバルセロナで、相手はFCバルセロナであった。スタンダールは1対2で敗れ、準優勝となった。1984年、これらの成果は、スタンダール-ワーテルスカイ事件の暴露によって汚された。バルセロナとの試合の数日前、ベルギーリーグにおける優勝を確かなものとし、バルセロナとの決勝の前に怪我なくプレーするため、スタンダールはTHORワーテルスカイのキャプテンRoland Janssenに近付き、リーグ最終戦での八百長を持ち掛けた。このスキャンダルにはエリック・ゲレツを含む数人の選手や監督のレイモン・ゲタルスが関与していた。ゲタルスは出場停止処分を逃れるためポルトガルへと移った。この事件の後、スタンダールはほとんどの選手を出場停止によって奪われた。クラブがこの痛手を取り替えすには長い年月を要した。

### 復活までの25年間

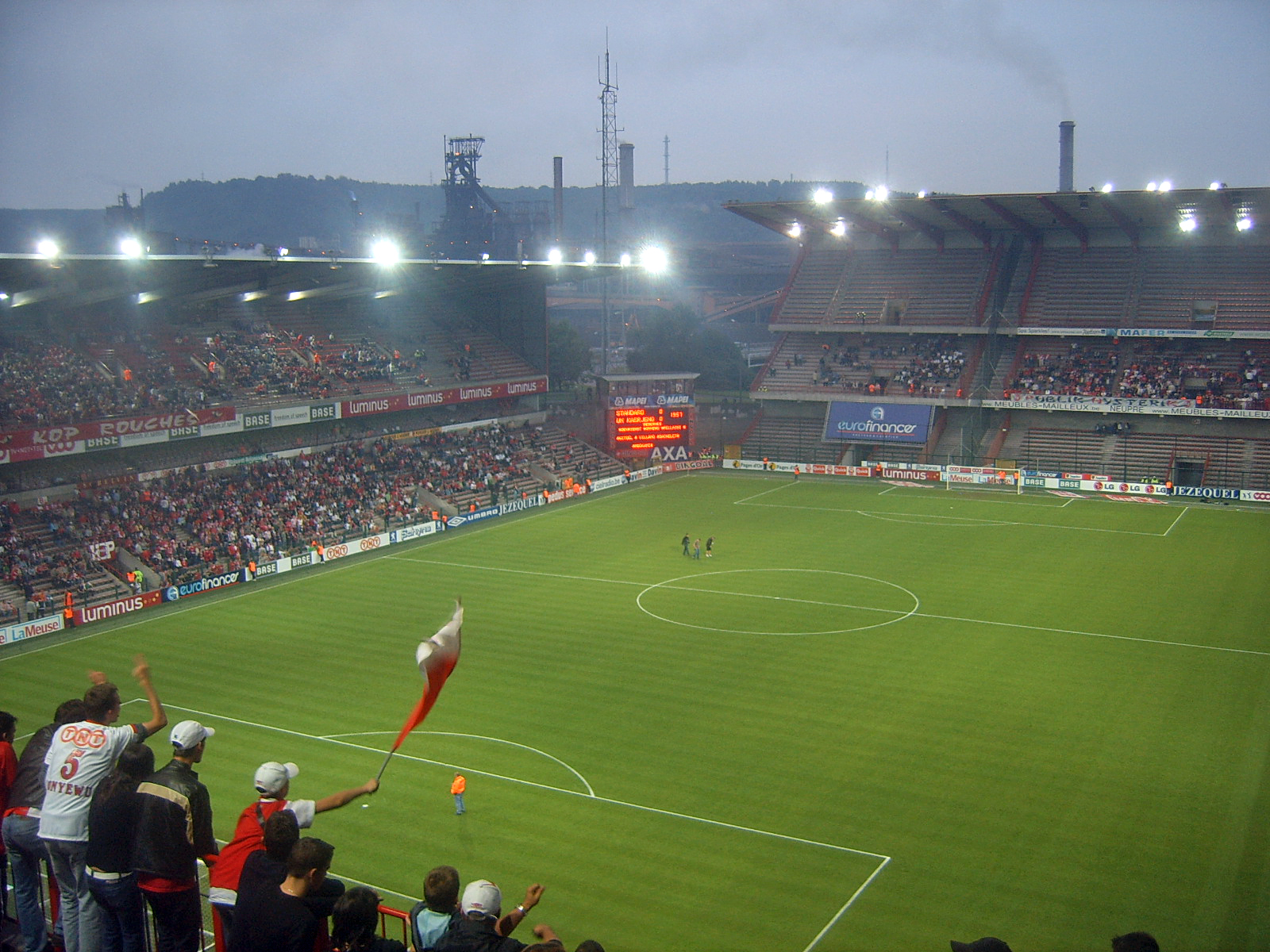
ホームスタジアム、スタッド・ドゥ・スクレサン（2005年）

1993年、スタンダールはベルギーカップで優勝し、リーグは2位で終えた。1995年にもリーグで2位につけた。1996年、RFCセランを併合した。
1996年には、インタートトカップ決勝に進出しカールスルーエSCと対戦したが、2戦合計2対3で敗れた。
1998年、スタンダールはLucien D'Onofrioと彼の友人の実業家Robert Louis-Dreyfusによって破産から救済された。1999年と2000年、クラブはベルギーカップ決勝で2年連続敗れた。
6年後の2005-2006シーズン、スタンダールはリーグタイトルに近付いたが、アンデルレヒトに5ポイント差をつけられ2位に終わった。監督のドミニク・ドノフリオは、クラブを率いて上位の成績を残していたにもかかわらず、一部のファンから強い批判を受けた。
この年、リーグを2位で終えたことから、チャンピオンズリーグ予選3回戦からの出場資格を得て初出場したが、ブルガリアのステアウア・ブカレストに敗れて本戦出場は果たせなかった。
2006-2007シーズン、クラブは開幕からつまづき、監督のJohan Boskampは解任され、ミシェル・プロドームが就任した。この年、リーグはアンダレルヒトとゲンクに次いで3位で終えた。ベルギーカップでは決勝に進んだが、FCブルッヘに敗れた。UEFAカップでは第一ラウンドでFCゼニト・サンクトペテルブルク（優勝クラブ）に敗れた。

### 9度目、10度目のリーグ制覇
2007-2008シーズン、スタンダールは25年振り9度目のリーグ制覇を果たした。2008年4月20日、ホームでアンダレルヒトを2対0で破り、優勝が決定した。このシーズンの終わり、2008年5月26日に、監督のミシェル・プロドームは退任しゲントに移ることを発表した。アシスタントのManu FerreraとStan Van den Buijsもチームを去った。2008-2009シーズンは、ラースロー・ベレニが新たな指揮官となった。このルーマニア人監督は、まずアンダレルヒトとのベルギースーパーカップで勝利した。そして、クラブに連覇、10度目のタイトルをもたらした。このシーズンはアンダレルヒトと勝点および勝数で並んだため、リーグ戦終了後の2009年5月21日と24日にプレーオフが行われた。ブリュッセルで行われた第1戦は1対1で引き分け、ホームでの第2戦は1対0で勝利し優勝が決まった。
欧州での戦いは、チャンピオンズリーグ予備予選3回戦のリヴァプール戦から始まった。ホームでの第1戦は引き分けた（0対0）が、アンフィールドでの第2戦は延長119分にディルク・カイトに得点され0対1で敗退した。UEFAカップにまわったスタンダールは、1回戦でエヴァートンと対戦した。イングランドでの第1戦で引き分け（2対2）た後、第2戦はアクセル・ヴィツェルとミラン・ヨヴァノヴィッチのゴールで勝利し（2対1）、グループステージに進出した。グループステージではセビージャ（1対0）、サンプドリア（3対0）、パルチザン・ベオグラード（1対0）、シュトゥットガルト（0対3）と対戦し、3勝1敗のグループ首位で通過した。スタンダールは1982年のカップウィナーズカップ決勝以来、初めて欧州の冬シーズンに駒を進めた。ラウンド32ノックアウトステージではブラガと対戦し2戦合計1対4で敗退した。

### リーグでの危機と欧州での成功
2009-2010シーズン、ミシェル・プラティニによる参加資格の変更により予選が免除され、チャンピオンズリーグのグループテージに初めて参戦した。グループではアーセナル、オリンピアコス、AZアルクマールと対戦した。オリンピアコスからグループステージ初勝利を挙げたものの、この1勝にとどまりグループは3位に終わり、ヨーロッパリーグの決勝トーナメントへとまわることとなった。その一方で、リーグでの不振によりラースロー・ベレニの退任が決まった。後任は3度目の指揮となるドミニク・ドノフリオとなり、ベルギーU-21代表監督であったJean-François de Sartがアシスタントコーチに就任した。この変化にもかかわらず、レギュラーシーズンは8位に終わり、新形式の優勝決定プレーオフへの進出を逃した。リーグ3連覇を逃したものの、ヨーロッパリーグ2009-2010では成功を収めた。ラウンド32ではレッドブル・ザルツブルクに2戦合計3対2、ラウンド16ではパナシナイコスに2戦合計4対1で勝利した。準々決勝のハンブルガーSV戦では、2戦合計5対2で敗退し欧州での挑戦を終えたが、メディアおよびファンから賞賛を受けた。

### ドノフリオ体制における最後の栄冠
2010-2011シーズンはヨーロッパリーグへは不参加、リーグは6位で優勝決定プレーオフに進出した。プレーオフでは好調でレギュラーシーズンの勝点の半分との合計勝点51でゲンクと並んだが、スタンダールのシーズンからの勝点が四捨五入により0.5点加点されていたため、優勝はゲンクとなった。このシーズンはベルギーカップの決勝に進出、KVCウェステルローに2対1で勝利した。2011年6月23日、ベルギーの実業家ローランド・デュシャトレがクラブの株100%を取得し、新オーナーとなった。

### 転換期（2011-2012）
新オーナーの初年度、クラブはYoni Buyens、William Vainqueur、Geoffrey Mujangi Bia、イグナシオ・ゴンサレスを獲得した。チャンピオンズリーグ予選3回戦ではFCチューリッヒに敗退。ヨーロッパリーグではよく戦い、ハノーファー96、FCコペンハーゲン、FCヴォルスクラ・ポルタヴァと争ったグループリーグを首位で突破した。一方、国内では奮わず、欧州への切符には手が遠く、引き分けや負けを積み重ねていた。
攻撃面の補強のため、冬の移籍市場ではRami Gershon、ビルキル・ビャルナソン、セルジュ・ガクペを獲得した。ヨーロッパリーグ決勝トーナメント1回戦を突破した後、ラウンド16ではグループステージで負けがなかったハノーファーに敗れた。国内リーグでは瀬戸際で優勝プレーオフに進出したが5位に終わり、次年度の欧州への切符を手にすることができなかった。シーズン最終戦、監督のJosé Rigaはファンに対して退任を発表した。後任にはオランダ人のロン・ヤンスが就任した。

### デュシャトレ体制の2年目
2012年7月17日、リールセSKから日本代表ゴールキーパーの川島永嗣を3年総額60万ユーロで獲得することに合意した。川島はスタンダール初の日本人選手となった。川島に加えて、フレデリック・ビュロ（フランスリーグ・アンのSMカーン所属）、Astrit Ajdarević（スウェーデンの若手）、マーヴィン・オグンジミ（以前はゲンクに所属）、Dudu Biton（シャルルロワSC所属のアタッカー）、Yohan Tavares（ディフェンダー）を獲得した。スタンダールはまた、未来を見据えてマンチェスター・ユナイテッドのエゼキエル・フライアーズなど若手を獲得していった。シーズンは勝点15中10を獲得し好調であったが、その後4連敗を喫した。ホームでアンダレルヒトに勝利したものの、RAECモンスとのワロンダービーでは敗れた。勝点33ポイント中13ポイントの12位の不振により、監督のロン・ヤンスは2012年10月22日に解任され、新監督にはミルチェア・レドニクが就任した。

## ライバル
スタンダール・リエージュの最大のライバルはRSCアンデルレヒトである。

## タイトル

### 国内タイトル
- ジュピラー・プロ・リーグ：10回
  - 1957-58, 1960-61, 1962-63, 1968-69, 1969-70, 1970-71, 1981-82 , 1982-83, 2007-08, 2008-09
- ベルギーカップ：8回
  - 1954, 1966, 1967, 1981, 1993, 2011, 2016, 2018
- ベルギーリーグカップ：1回
  - 1975
- ベルギー・スーパーカップ：4回
  - 1981, 1983, 2008, 2009

### 国際タイトル
- なし

## 過去の成績
| シーズン | ディビジョン             | ディビジョン | ディビジョン | ディビジョン | ディビジョン | ディビジョン | ディビジョン | ディビジョン | ディビジョン | ベルギーカップ |
| シーズン | リーグ                   | 試           | 勝           | 分           | 敗           | 得           | 失           | 点           | 順位         | ベルギーカップ |
| -------- | ------------------------ | ------------ | ------------ | ------------ | ------------ | ------------ | ------------ | ------------ | ------------ | -------------- |
| 1993-94  | ジュピラーリーグ         | 34           | 13           | 12           | 9            | 43           | 22           | 38           | 6位          | ベスト16       |
| 1994-95  | ジュピラーリーグ         | 34           | 21           | 9            | 4            | 52           | 23           | 51           | 2位          | ベスト32       |
| 1995-96  | ジュピラーリーグ         | 34           | 13           | 12           | 9            | 51           | 46           | 51           | 6位          | ベスト16       |
| 1996-97  | ジュピラーリーグ         | 34           | 16           | 2            | 16           | 55           | 55           | 50           | 7位          | 準々決勝敗退   |
| 1997-98  | ジュピラーリーグ         | 34           | 11           | 10           | 13           | 53           | 50           | 43           | 9位          | 準々決勝敗退   |
| 1998-99  | ジュピラーリーグ         | 34           | 17           | 3            | 14           | 55           | 47           | 54           | 6位          | 準優勝         |
| 1999-00  | ジュピラーリーグ         | 34           | 18           | 2            | 14           | 66           | 52           | 56           | 5位          | 準優勝         |
| 2000-01  | ジュピラーリーグ         | 34           | 16           | 12           | 6            | 71           | 44           | 66           | 3位          | ベスト16       |
| 2001-02  | ジュピラーリーグ         | 34           | 15           | 12           | 7            | 57           | 38           | 57           | 5位          | ベスト32       |
| 2002-03  | ジュピラーリーグ         | 32           | 14           | 8            | 10           | 53           | 39           | 50           | 7位          | 準々決勝敗退   |
| 2003-04  | ジュピラーリーグ         | 34           | 18           | 11           | 5            | 68           | 31           | 65           | 3位          | ベスト32       |
| 2004-05  | ジュピラーリーグ         | 34           | 21           | 7            | 6            | 64           | 30           | 70           | 3位          | ベスト16       |
| 2005-06  | ジュピラーリーグ         | 34           | 19           | 8            | 7            | 51           | 28           | 65           | 2位          | 準決勝敗退     |
| 2006-07  | ジュピラーリーグ         | 34           | 19           | 7            | 8            | 62           | 38           | 64           | 3位          | 準優勝         |
| 2007-08  | ジュピラーリーグ         | 34           | 22           | 11           | 1            | 61           | 19           | 77           | 1位          | 準決勝敗退     |
| 2008-09  | ジュピラー・プロ・リーグ | 34           | 24           | 5            | 5            | 66           | 26           | 77           | 1位          | 6回戦敗退      |
| 2009-10  | ジュピラー・プロ・リーグ | 28           | 10           | 9            | 9            | 38           | 34           | 39           | 8位          | 7回戦敗退      |
| 2009-10  | ジュピラー・プロ・リーグ | 6            | 2            | 2            | 2            | 8            | 5            | 8            | 9位          | 7回戦敗退      |
| 2010-11  | ジュピラー・プロ・リーグ | 30           | 15           | 4            | 11           | 50           | 38           | 49           | 6位          | 優勝           |
| 2010-11  | ジュピラー・プロ・リーグ | 10           | 8            | 2            | 0            | 18           | 6            | 51           | 2位          | 優勝           |
| 2011-12  | ジュピラー・プロ・リーグ | 30           | 14           | 9            | 7            | 43           | 33           | 51           | 4位          | 準々決勝敗退   |
| 2011-12  | ジュピラー・プロ・リーグ | 10           | 2            | 3            | 5            | 10           | 17           | 35           | 5位          | 準々決勝敗退   |
| 2012-13  | ジュピラー・プロ・リーグ | 30           | 15           | 5            | 10           | 54           | 33           | 50           | 6位          | 7回戦敗退      |
| 2012-13  | ジュピラー・プロ・リーグ | 10           | 5            | 2            | 3            | 18           | 17           | 42           | 4位          | 7回戦敗退      |
| 2013-14  | ジュピラー・プロ・リーグ | 30           | 20           | 7            | 3            | 59           | 17           | 67           | 1位          | 7回戦敗退      |
| 2013-14  | ジュピラー・プロ・リーグ | 10           | 4            | 3            | 3            | 14           | 11           | 49           | 2位          | 7回戦敗退      |
| 2014-15  | ジュピラー・プロ・リーグ | 30           | 16           | 5            | 9            | 49           | 39           | 53           | 4位          | 7回戦敗退      |
| 2014-15  | ジュピラー・プロ・リーグ | 10           | 4            | 1            | 5            | 14           | 13           | 40           | 4位          | 7回戦敗退      |
| 2015-16  | ジュピラー・プロ・リーグ | 30           | 12           | 5            | 13           | 41           | 51           | 41           | 7位          | 優勝           |
| 2015-16  | ジュピラー・プロ・リーグ | 6            | 3            | 1            | 2            | 8            | 5            | 10           | 8位          | 優勝           |
| 2016-17  | ジュピラー・プロ・リーグ | 30           | 10           | 12           | 8            | 47           | 38           | 39           | 9位          | 6回戦敗退      |
| 2016-17  | ジュピラー・プロ・リーグ | 10           | 4            | 2            | 4            | 14           | 11           | 14           | 10位         | 6回戦敗退      |
| 2017-18  | ジュピラー・プロ・リーグ | 30           | 11           | 11           | 8            | 43           | 41           | 44           | 6位          | 優勝           |
| 2017-18  | ジュピラー・プロ・リーグ | 10           | 6            | 3            | 1            | 20           | 9            | 43           | 2位          | 優勝           |
| 2018-19  | ジュピラー・プロ・リーグ | 30           | 15           | 8            | 7            | 49           | 35           | 53           | 3位          | 6回戦敗退      |
| 2018-19  | ジュピラー・プロ・リーグ | 10           | 4            | 1            | 5            | 17           | 16           | 40           | 3位          | 6回戦敗退      |
| 2019-20  | ジュピラー・プロ・リーグ | 29           | 14           | 7            | 8            | 47           | 32           | 49           | 5位          | 準々決勝敗退   |
| 2020-21  | ジュピラー・プロ・リーグ | 34           | 13           | 11           | 10           | 52           | 41           | 50           | 6位          | 準優勝         |
| 2020-21  | ジュピラー・プロ・リーグ | 6            | 1            | 0            | 5            | 7            | 17           | 28           | 4位          | 準優勝         |
| 2021-22  | ジュピラー・プロ・リーグ | 34           | 9            | 9            | 16           | 32           | 51           | 36           | 14位         | 準々決勝敗退   |
| 2022-23  | ジュピラー・プロ・リーグ | 34           | 16           | 7            | 11           | 58           | 45           | 55           | 6位          | ベスト16敗退   |
| 2023-24  | ジュピラー・プロ・リーグ | 30           | 8            | 10           | 12           | 33           | 41           | 34           | 10位         | ベスト16敗退   |
| 2024-25  | ジュピラー・プロ・リーグ |              |              |              |              |              |              |              |              |                |

## 欧州の成績

### 1959-2000
| シーズン | 大会                   | ラウンド | 対戦相手                   | ホーム | アウェー | 合計    |  |
| -------- | ---------------------- | -------- | -------------------------- | ------ | -------- | ------- |  |
| 2000     | UEFAインタートトカップ | 1回戦    | ディナモ・トビリシ         | 2-2    | 1-1      | 3-3 (a) |  |
| 2000     | UEFAインタートトカップ | 2回戦    | ペルージャ                 | 2-1    | 1-1      | 3-2     |  |
| 2000     | UEFAインタートトカップ | 3回戦    | アウストリア・ザルツブルク | 3-1    | 1-1      | 4-2     |  |
| 2000     | UEFAインタートトカップ | 準決勝   | シュトゥットガルト         | 1-1    | 0-1      | 1-2     |  |

### 2001-
| シーズン | 大会                     | ラウンド     | 対戦相手                       | ホーム       | アウェー | 合計    |  |
| -------- | ------------------------ | ------------ | ------------------------------ | ------------ | -------- | ------- |  |
| 2001-02  | UEFAカップ               | 予選ラウンド | バルダール                     | 3-0          | 3-1      | 6-1     |  |
| 2001-02  | UEFAカップ               | 1回戦        | ストラスブール                 | 2-0          | 2-2      | 4-2     |  |
| 2001-02  | UEFAカップ               | 2回戦        | ジロンダン・ボルドー           | 0-2          | 0-2      | 0-4     |  |
| 2004-05  | UEFAカップ               | 1回戦        | ボーフム                       | 0-0          | 1-1      | 1-1 (a) |  |
| 2004-05  | UEFAカップ               | グループB    | FCSB                           | N/A          | 0-2      | 5位     |  |
| 2004-05  | UEFAカップ               | グループB    | パルマ                         | 2-1          | N/A      | 5位     |  |
| 2004-05  | UEFAカップ               | グループB    | ベシクタシュ                   | N/A          | 1-1      | 5位     |  |
| 2004-05  | UEFAカップ               | グループB    | アスレティック・ビルバオ       | 1-7          | N/A      | 5位     |  |
| 2006-07  | UEFAチャンピオンズリーグ | 予選3回戦    | FCSB                           | 2-2          | 1-2      | 3-4     |  |
| 2006-07  | UEFAカップ               | 1回戦        | セルタ                         | 0-1          | 0-3      | 0-4     |  |
| 2007-08  | UEFAカップ               | 予選2回戦    | ケールイェング97               | 3-0          | 1-0      | 4-0     |  |
| 2007-08  | UEFAカップ               | 1回戦        | ゼニト                         | 0-3          | 1-1      | 1-4     |  |
| 2008-09  | UEFAチャンピオンズリーグ | 予選3回戦    | リヴァプール                   | 0-0          | 0-1      | 0-1     |  |
| 2008-09  | UEFAカップ               | 1回戦        | エヴァートン                   | 2-2          | 2-1      | 4-3     |  |
| 2008-09  | UEFAカップ               | グループC    | セビージャ                     | 1-0          | N/A      | 1位     |  |
| 2008-09  | UEFAカップ               | グループC    | パルティザン                   | N/A          | 1-0      | 1位     |  |
| 2008-09  | UEFAカップ               | グループC    | サンプドリア                   | 3-0          | N/A      | 1位     |  |
| 2008-09  | UEFAカップ               | グループC    | シュトゥットガルト             | N/A          | 0-3      | 1位     |  |
| 2008-09  | UEFAカップ               | ラウンド32   | ブラガ                         | 0-3          | 1-1      | 1-4     |  |
| 2009-10  | UEFAチャンピオンズリーグ | グループH    | アーセナル                     | 2-3          | 0-2      | 3位     |  |
| 2009-10  | UEFAチャンピオンズリーグ | グループH    | AZ                             | 1-1          | 1-1      | 3位     |  |
| 2009-10  | UEFAチャンピオンズリーグ | グループH    | オリンピアコス                 | 1-2          | 2-0      | 3位     |  |
| 2009-10  | UEFAヨーロッパリーグ     | ラウンド32   | レッドブル・ザルツブルク       | 3-2          | 0-0      | 3-2     |  |
| 2009-10  | UEFAヨーロッパリーグ     | ラウンド16   | パナシナイコス                 | 3-1          | 1-0      | 4-1     |  |
| 2009-10  | UEFAヨーロッパリーグ     | 準々決勝     | ハンブルガー                   | 1-2          | 1-3      | 2-5     |  |
| 2011-12  | UEFAチャンピオンズリーグ | 予選3回戦    | チューリッヒ                   | 1-1          | 0-1      | 1-2     |  |
| 2011-12  | UEFAヨーロッパリーグ     | プレーオフ   | ヘルシンボリIF                 | 1-0          | 3-1      | 4-1     |  |
| 2011-12  | UEFAヨーロッパリーグ     | グループB    | コペンハーゲン                 | 3-0          | 1-0      | 1位     |  |
| 2011-12  | UEFAヨーロッパリーグ     | グループB    | ハノーファー96                 | 0-0          | 2-0      | 1位     |  |
| 2011-12  | UEFAヨーロッパリーグ     | グループB    | ヴォルスクラ・ポルタヴァ       | 0-0          | 3-0      | 1位     |  |
| 2011-12  | UEFAヨーロッパリーグ     | ラウンド32   | ヴィスワ・クラクフ             | 1-1          | 0-0      | 1-1 (a) |  |
| 2011-12  | UEFAヨーロッパリーグ     | ラウンド16   | ハノーファー96                 | 2-2          | 0-4      | 2-6     |  |
| 2013-14  | UEFAヨーロッパリーグ     | 予選2回戦    | KR                             | 3-1          | 3-1      | 6-2     |  |
| 2013-14  | UEFAヨーロッパリーグ     | 予選3回戦    | クサンティ                     | 2-1          | 2-1      | 4-2     |  |
| 2013-14  | UEFAヨーロッパリーグ     | プレーオフ   | ミンスク                       | 2-0          | 3-1      | 5-1     |  |
| 2013-14  | UEFAヨーロッパリーグ     | グループC    | エスビャウfB                   | 1-2          | 1-2      | 4位     |  |
| 2013-14  | UEFAヨーロッパリーグ     | グループC    | IFエルフスボリ                 | 1-3          | 1-1      | 4位     |  |
| 2013-14  | UEFAヨーロッパリーグ     | グループC    | レッドブル・ザルツブルク       | 1-3          | 1-2      | 4位     |  |
| 2014-15  | UEFAヨーロッパリーグ     | グループG    | リエカ                         | 2-0          | 0-2      | 4位     |  |
| 2014-15  | UEFAヨーロッパリーグ     | グループG    | フェイエノールト               | 0-3          | 1-2      | 4位     |  |
| 2014-15  | UEFAヨーロッパリーグ     | グループG    | セビージャ                     | 0-0          | 1-3      | 4位     |  |
| 2015-16  | UEFAチャンピオンズリーグ | 予選3回戦    | ジェリェズニチャル・サラエヴォ | 2-1          | 1-0      | 3-1     |  |
| 2015-16  | UEFAチャンピオンズリーグ | プレーオフ   | モルデ                         | 3-1          | 0-2      | 3-3 (a) |  |
| 2016-17  | UEFAヨーロッパリーグ     | グループG    | パナシナイコス                 | 2-2          | 3-0      | 3位     |  |
| 2016-17  | UEFAヨーロッパリーグ     | グループG    | セルタ                         | 1-1          | 1-1      | 3位     |  |
| 2016-17  | UEFAヨーロッパリーグ     | グループG    | アヤックス                     | 1-2          | 1-1      | 3位     |  |
| 2018-19  | UEFAチャンピオンズリーグ | 予選3回戦    | アヤックス                     | 2-2          | 0-3      | 2-5     |  |
| 2018-19  | UEFAヨーロッパリーグ     | グループJ    | セビージャ                     | 1-0          | 1-5      | 3位     |  |
| 2018-19  | UEFAヨーロッパリーグ     | グループJ    | クラスノダール                 | 2-1          | 1-2      | 3位     |  |
| 2018-19  | UEFAヨーロッパリーグ     | グループJ    | アクヒサル・ベレディイェスポル | 2-1          | 0-0      | 3位     |  |
| 2019-20  | UEFAヨーロッパリーグ     | グループF    | ヴィトーリア・ギマランイス     | 2-0          | 1-1      | 3位     |  |
| 2019-20  | UEFAヨーロッパリーグ     | グループF    | アイントラハト・フランクフルト | 2-1          | 1-2      | 3位     |  |
| 2019-20  | UEFAヨーロッパリーグ     | グループF    | アーセナル                     | 2-2          | 0-4      | 3位     |  |
| 2020-21  | UEFAヨーロッパリーグ     | 予選2回戦    | バラ・タウン                   | 2-0          | N/A      | N/A     |  |
| 2020-21  | UEFAヨーロッパリーグ     | 予選3回戦    | ヴォイヴォディナ・ノヴィ・サド | 2-1 (a.e.t.) | N/A      | N/A     |  |
| 2020-21  | UEFAヨーロッパリーグ     | プレーオフ   | ヴィデオトン                   | 3-1          | N/A      | N/A     |  |
| 2020-21  | UEFAヨーロッパリーグ     | グループD    | ベンフィカ                     | 2-2          | 0-3      | 3位     |  |
| 2020-21  | UEFAヨーロッパリーグ     | グループD    | レンジャーズ                   | 0-2          | 2-3      | 3位     |  |
| 2020-21  | UEFAヨーロッパリーグ     | グループD    | レフ・ポズナン                 | 2-1          | 1-3      | 3位     |  |

## 現所属メンバー
2024年8月30日
注：選手の国籍表記はFIFAの定めた代表資格ルールに基づく。
| No. | Pos. |                  | 選手名                           |
| --- | ---- | ---------------- | -------------------------------- |
| 3   | DF   | ベルギー         | ナタン・ンゴイ ()                |
| 4   | DF   | クロアチア       | ボシュコ・シュタロ               |
| 5   | DF   | ベルギー         | ボリ・ボリンゴリ＝ムボンボ ()    |
| 6   | MF   | ギリシャ         | ソティリス・アレクサンドロプロス |
| 7   | MF   | クロアチア       | マルコ・ブラト                   |
| 8   | MF   | 北アイルランド   | アイザック・プライス ()          |
| 10  | MF   | モンテネグロ     | ヴィクトル・ジュカノヴィチ       |
| 11  | FW   | フランス         | グレジョン・キエイ ()            |
| 13  | DF   | アメリカ合衆国   | マーロン・フォッシー ()          |
| 15  | DF   | コートジボワール | スレイマン・ドゥンビア ()        |
| 16  | GK   | ベルギー         | アルノー・ボダール               |
| 17  | DF   | ベルギー         | イーライ・カマラ ()              |
| 19  | FW   | ガンビア         | ムハメド・バダモシ               |
| 21  | FW   | モロッコ         | スフィアン・ベニディダ           |

| No. | Pos. |                | 選手名                   |
| --- | ---- | -------------- | ------------------------ |
| 23  | FW   | ブルキナファソ | アブドゥル・タプソバ     |
| 24  | MF   | オーストラリア | エイデン・オニール       |
| 25  | DF   | ベルギー       | イベ・オーテキエ         |
| 28  | FW   | クロアチア     | スティペ・ペリツァ       |
| 30  | GK   | ベルギー       | ローレン・エンキネ       |
| 32  | MF   | ベルギー       | レアンドレ・クアビタ ()  |
| 33  | MF   | ベルギー       | ハキム・サハボ ()        |
| 40  | GK   | ベルギー       | マテュー・エポロ ()      |
| 44  | DF   | スコットランド | デイビッド・ベイツ       |
| 45  | GK   | ベルギー       | トム・ポワトゥー         |
| 51  | DF   | ベルギー       | リュカ・ヌビ ()          |
| 54  | DF   | ベルギー       | アレクサンドロ・カルート |
| 55  | MF   | モロッコ       | ブラヒム・カリディ ()    |
| 88  | DF   | イングランド   | ヘンリー・ローレンス     |

### ローン移籍
in
注：選手の国籍表記はFIFAの定めた代表資格ルールに基づく。
| No. | Pos. |            | 選手名                                              |
| --- | ---- | ---------- | --------------------------------------------------- |
| 6   | MF   | ギリシャ   | ソティリス・アレクサンドロプロス (スポルティングCP) |
| 7   | MF   | クロアチア | マルコ・ブラト (ディナモ・ザグレブ)                 |

| No. | Pos. |              | 選手名                                    |
| --- | ---- | ------------ | ----------------------------------------- |
| 10  | FW   | モンテネグロ | ヴィクトル・ジュカノヴィチ (ハンマルビー) |
| 17  | DF   | ベルギー     | イーライ・カマラ (モレンベーク) ()        |

out
注：選手の国籍表記はFIFAの定めた代表資格ルールに基づく。
| No. | Pos. |            | 選手名                            |
| --- | ---- | ---------- | --------------------------------- |
| --  | MF   | マリ共和国 | ムサ・ジェネポ (アンタルヤスポル) |

## 歴代監督
- エルンスト・ハッペル 1979-1981
- レイモン・ゲタルス 1981-1984
- レネ・デザイェレ 1987-1988
- アリー・ハーン 1991-1993
- ア・デモス 1997-1998
- トミスラヴ・イヴィッチ 2000
- ドミニク・ドノフリオ 2000-2001,2002-2006,2010.2-2011.6
- ミシェル・プロドーム 2001-2002,2007.8-2008.5
- ラースロー・ベレニ 2008.6-2010.2
- ジョゼ・リガ 2011.7-2012.5
- ロン・ヤンス 2012
- ミルチェア・レドニク 2012-2013
- ガイ・ルゾン 2013-2014
- イヴァン・ヴコマノヴィッチ 2014-2015
- ジョセ・リガ 2015
- スラヴォリュブ・ムスリン 2015
- ヤニック・フェレーラ 2015-2016
- アレクサンダル・ヤンコヴィッチ 2016-2017
- リカルド・サ・ピント 2017-2018
- ミシェル・プロドーム 2018-2020
- フィリップ・モンタニエ 2020
- エムベイェ・レイェ 2020-2021
- ルカ・エルスナー 2021-2022
- ロニー・デイラ 2022-2023
- カール・フーフケンス 2023-2024
- イヴァン・レコ 2024-

## 歴代所属選手

### GK
- ミシェル・プロドーム 1977-1986
- ボグダン・ステレア 1993-1994
- ヴェドラン・ルニェ 1998-2001 2004-2006
- ジャン・フランソワ・ジレ 1998-1999
- ファビアン・カリーニ 2002-2004
- シナン・ボラト 2009-2013
- 川島永嗣 2012-2015

### DF
- エリック・ゲレツ 1972-1982
- アンドレ・クルス 1990-1994 1999
- ラビウ・アフォラビ 1997-2000 2001-2003
- ジョセフ・ヨボ 1998-2001
- ダニエル・ファン・ブイテン 1999-2001
- イヴィツァ・ドラグティノヴィッチ 2000-2005
- ランドリー・ムレモ 2004-2010
- オグチ・オニェウ 2004-2009
- モハメド・サール 2005-2010
- ジョルジュ・コスタ 2006

### MF
- ルイス・ピロット 1961-1972
- アスゲイル・シグルヴィンソン 1973-1981
- アリー・ハーン 1981-1983
- ジャン＝マルク・ボスマン 1983-1988
- サンデー・オリセー 1990-1993
- マルク・ヴィルモッツ 1991-1996
- ベルント・タイス 1995-2000
- ロベルト・プロシネツキ 2000-2001
- セルジオ・コンセイソン 2004-2007
- ミラン・ラパイッチ 2004-2007
- マルアン・フェライニ 2006-2008
- アクセル・ヴィツェル 2006-2011
- オリヴィエ・ダクール 2009-2010
- 川辺駿 2023-

### FW
- ミラン・ガリッチ 1966-1970
- ラルフ・エドストレーム 1979-1981
- アリー・ハーン 1981-1983
- ホルスト・ルベッシュ 1983-1985
- ロニー・ローゼンタール 1988-1990
- ヴィクトル・イクペバ  1989-1993
- ジョン・アロイージ 1992-1993
- アウレリオ・ヴィドマー 1994-1995
- アンジェイ・クビツァ 1996
- ムボ・ムペンザ 1997-2000
- エミール・ムペンザ 1997-1999 2003-2004
- モハメド・チテ 2003-2006, 2010-2012
- ミラン・ラパイッチ 2004-2007
- マリウス・ニクラエ 2005-2006
- イゴール・デ・カマルゴ 2006-2010
- 永井謙佑 2013-2014
- 小野裕二 2013-2017